# Georges Godel
Pour les articles homonymes, voir Godel.
Georges Godel, né le 17 avril 1952 à Billens (originaire de Domdidier), est une personnalité politique suisse, membre du parti démocrate-chrétien.
Il est conseiller d'État du canton de Fribourg de 2007 à 2021, à la tête de la Direction de l'aménagement, de l'environnement et des constructions pendant cinq ans puis à la Direction des finances.
En 2023, Georges Godel est nommé par les actionnaires de Cremo Administrateur et il prend la présidence du Conseil d’administration de l’entreprise qui traverse de sérieuses difficultés.

## Biographie
Georges Godel naît le 17 avril 1952 à Billens, dans le district de la Glâne. Il est originaire d'une autre commune fribourgeoise, Domdidier, dans le district de la Broye.

## Parcours politique
Après 20 ans d'appartenance au Parlement, il est élu au Conseil d'État en 2006.
Le programme d'économies qu'il présente lors de son deuxième mandat après avoir repris la Direction des finances donne lieu à des manifestations des fonctionnaires en 2013.
Il est une nouvelle fois réélu lors des élections cantonales de 2016. Lors de ce troisième et dernier mandat, il fait passer en votation populaire une réforme de la fiscalité des entreprises en 2019 et un plan d'assainissement de la caisse de pensions du personnel de l'État en 2020.
Il préside le Conseil d’État en 2012 et en 2018.
Il quitte le gouvernement fribourgeois et la vie politique le 31 décembre 2021, ne conservant pour seul mandat que la présidence des Transports publics fribourgeois. Il démissionne de ce mandat à la fin janvier 2022 en raison de la polémique entourant la parution d'un livre de confidences sur ses années au gouvernement fribourgeois,. Il est condamné en mars 2023 à une peine pécuniaire pour violation du secret de fonction en lien avec ce livre.

## Ouvrage
Jean-Marc Angéloz, Secrets et confidences d'un président : Quatre ans d'entretien avec Georges Godel, l'homme fort du gouvernement fribourgeois, Corminboeuf, Cliodoc, janvier 2022, 384 p. (ISBN 978-2-8399-3466-4, présentation en ligne)

## Sources
- L'Objectif du 8 février 2007.
- Interview TSR 12.12.09 lors de l'inauguration du contournement de Bulle